# Dysdamartia quaesita
Dysdamartia quaesita là một loài bướm đêm trong họ Geometridae.